# Толкунов Лев Миколайович
Лев Миколайович Толкунов (22 січня 1919, станція Букреєвка Курського повіту Курської губернії, тепер Курської області, Російська Федерація — 13 липня 1989, місто Москва) — радянський діяч, журналіст, головний редактор газети «Известия», голова правління Агентства друку «Новини», голова Ради Союзу Верховної Ради СРСР. Кандидат у члени ЦК КПРС у 1966—1976 роках. Член ЦК КПРС у 1976—1989 роках. Депутат Верховної Ради СРСР 7—11-го скликань. Кандидат історичних наук (1968), доктор історичних наук (1980), професор.

## Життєпис
Народився в родині залізничника. У 1937—1938 роках — студент Всесоюзного комуністичного інституту журналістики.
З 1938 по 1944 рік працював репортером відділу інформації, літературним співробітником, помічником головного редактора, військовим і спеціальним кореспондентом газети «Правда». У 1941—1944 роках — військовий кореспондент «Правди» на різних фронтах: Калінінському, Північно-Західному, Брянському, 4-му Українському, 2-му Білоруському. Учасник німецько-радянської війни.
Член ВКП(б) з 1943 року.
У 1944—1946 роках — слухач Вищої партійної школи при ЦК ВКП(б). Закінчив три курси Літературного інституту імені максима Горького.
У 1946—1947 роках — спеціальний кореспондент газети «Правда».
У 1947—1951 роках — заступник відповідального секретаря, завідувач відділу редакції газети «За прочный мир, за народную демократию!».
У 1951—1957 роках — заступник редактора, редактор відділу соціалістичних країн газети «Правда».
У 1957—1960 роках — в апараті ЦК КПРС: консультант відділу. У 1960—1965 роках — заступник, 1-й заступник завідувача відділу ЦК КПРС по зв'язках з комуністичними і робітничими партіями соціалістичних країн.
18 жовтня 1965 — 2 лютого 1976 року — головний редактор газети «Известия».
У лютому 1976 — лютому 1983 року — голова правління Агентства друку «Новини».
2 лютого 1983 — 15 квітня 1984 року — головний редактор газети «Известия».
Очолював Радянський комітет за європейську безпеку і співробітництво, Спілку журналістів СРСР.
11 квітня 1984 — 24 травня 1988 року — голова Ради Союзу Верховної Ради СРСР.
З травня 1988 року — персональний пенсіонер союзного значення в Москві. Помер 13 липня 1989 року. Похований на Новодівочому цвинтарі Москви.

## Нагороди і звання
- два ордени Леніна (13.03.1967, 9.09.1971)
- орден Жовтневої Революції (19.01.1979)
- три ордени Трудового Червоного Прапора (15.02.1961, 4.05.1962, 22.01.1969)
- орден Вітчизняної війни І ст. (11.03.1985)
- орден Червоної Зірки (25.04.1944)
- орден Дружби народів (14.11.1980)
- орден «Знак Пошани» (9.02.1989)
- медалі